# Superliga Femenina de Voleibol 2015-16
La Superliga femenina de voleibol de España es la máxima categoría del voleibol femenino español. Aquí se recogen las clasificaciones de la  temporada 2015-2016.

## Equipos
| Club                          | Nombre                       | Sede                       | Región              | Pabellón                                    |
| ----------------------------- | ---------------------------- | -------------------------- | ------------------- | ------------------------------------------- |
| Club Voleibol Logroño         | Naturhouse Ciudad de Logroño | Logroño                    | La Rioja            | Centro Deportivo Municipal Lobete           |
| Club Deportivo Iruña          | GH Leadernet Navarcable      | Pamplona                   | Navarra             | Campus Universitario                        |
| Club Voleibol Aguere          | CV Aguere                    | La Laguna (Tenerife)       | Canarias            | Pabellón Juan Ríos Tejera                   |
| Club Voleibol Ciudadela       | Avarca de Menorca            | Ciudadela                  | Islas Baleares      | Pabellón municipal de Deportes de Ciudadela |
| CVB Barça                     | CVB Barça                    | Barcelona                  | Cataluña            | L,Hospitalet Nord                           |
| Club Voleibol Alcobendas      | Feel Volley Alcobendas       | Alcobendas                 | Comunidad de Madrid | Pabellón Luis Buñuel                        |
| Club Voleibol J.A.V. Olímpico | IBSA CV CCO 7 Palmas ACE GC  | Las Palmas de Gran Canaria | Canarias            | Centro Insular de Deportes                  |
| C.V. Nuestra Señora de la Luz | Extremadura Arroyo           | Arroyo de la Luz           | Extremadura         | Pabellón Municipal                          |
| Club Voleibol Haro            | Haro Rioja Vóley             | Haro                       | La Rioja            | Polideportivo Municipal El Ferial           |
| Voley Playa Madrid            | V.P. Madrid                  | Madrid                     | Comunidad de Madrid | CDM Entrevías                               |
| Club Voleibol Haris           | Fígaro Peluqueros Haris      | La Laguna                  | Canarias            | Pabellón Islas Canarias                     |

## Clasificación

### Liga regular
Clasificación de la liga regular tras la jornada 22.
| Pos | Equipo                       | Pts. | J 1 | J 2 | J 3 | J 4 | J 5 | J 6 | J 7 | J 8 | J 9 | J 1 0 | J 1 | J 1 2 | J 1 3 | J 1 4 | J 1 5 | J 1 6 | J 1 7 | J 1 8 | J 1 9 | J 2 0 | J 2 1 | J 2 |
| --- | ---------------------------- | ---- | --- | --- | --- | --- | --- | --- | --- | --- | --- | ----- | --- | ----- | ----- | ----- | ----- | ----- | ----- | ----- | ----- | ----- | ----- | --- |
| 1   | Naturhouse Ciudad de Logroño | 59   | 3   | 3   | 3   | 3   | 3   | 3   | 2   | 3   | 3   | 3     | -   | 3     | 3     | 3     | 3     | 3     | 3     | 3     | 3     | 3     | 3     | -   |
| 2   | Fígaro Peluqueros Haris      | 45   | 3   | 3   | 2   | 0   | 3   | 2   | -   | 3   | 3   | 3     | 3   | 3     | 3     | 0     | 0     | 2     | 1     | -     | 3     | 3     | 3     | 2   |
| 3   | Haro Rioja Vóley             | 40   | 3   | 3   | 0   | 3   | 0   | -   | 3   | 3   | 3   | 0     | 3   | 3     | 3     | 0     | 2     | 1     | -     | 2     | 3     | 2     | 0     | 3   |
| 4   | Feel Volley Alcobendas       | 39   | 0   | 0   | 1   | 3   | 3   | 0   | 1   | 3   | 3   | -     | 3   | 3     | 0     | 3     | 2     | 3     | 3     | 0     | 3     | 3     | -     | 2   |
| 5   | GH Leadernet Navarcable      | 36   | 3   | -   | 2   | 3   | 3   | 1   | 2   | 3   | 0   | 0     | 3   | 3     | -     | 3     | 0     | 2     | 2     | 3     | 1     | 0     | 0     | 2   |
| 6   | IBSA CV CCO 7 Palmas ACE GC  | 30   | 0   | 1   | -   | 2   | 3   | 3   | 3   | 0   | 0   | 3     | 0   | 0     | 3     | -     | 3     | 1     | 0     | 3     | 0     | 1     | 3     | 1   |
| 7   | Avarca de Menorca            | 24   | 3   | 0   | 0   | 0   | -   | 3   | 0   | 0   | 0   | 2     | 2   | 0     | 0     | 2     | 3     | -     | 3     | 0     | 0     | 0     | 3     | 3   |
| 8   | CV Aguere                    | 20   | -   | 3   | 3   | 0   | 0   | 1   | 3   | 0   | 0   | 0     | 0   | -     | 3     | 1     | 1     | 1     | 3     | 0     | 0     | 0     | 0     | 1   |
| 9   | CVB Barça                    | 13   | 0   | 2   | 0   | 0   | 0   | 2   | 1   | -   | 3   | 1     | 0   | 0     | 0     | 3     | 1     | 0     | 0     | 0     | -     | 0     | 0     | 0   |
| 10  | V.P. Madrid                  | 13   | 0   | 0   | 3   | 1   | 0   | 0   | 0   | 0   | -   | 0     | 1   | 0     | 0     | 0     | 0     | 0     | 0     | 3     | 2     | -     | 3     | 0   |
| 11  | Extremadura Arroyo           | 11   | 0   | 0   | 1   | -   | 0   | 0   | 0   | 0   | 0   | 3     | 0   | 0     | 0     | 0     | -     | 2     | 0     | 1     | 0     | 3     | 0     | 1   |

Nota.- Se disputan partidos fuera de jornada por ajuste en los calendarios.
Pts = Puntos; J = Jornada
|  | Juega play-off por el título. |
|  | Desciende a Superliga 2.      |

- A partir de la temporada 2009-2010 se implantó un nuevo sistema de puntuación en el que en las victorias por 3-0 y 3-1 se otorgan 3 puntos al vencedor y 0 al perdedor, mientras que en las victorias por 3-2 se otorgan 2 puntos al vencedor y 1 al perdedor.

#### Evolución de la clasificación
| Equipo / Jornada            | 01 | 02 | 03 | 04 | 05 | 06 | 07 | 08 | 09 | 10 | 11 | 12 | 13 | 14 | 15 | 16 | 17 | 18 | 19 | 20 | 21 | 22 |
| --------------------------- | -- | -- | -- | -- | -- | -- | -- | -- | -- | -- | -- | -- | -- | -- | -- | -- | -- | -- | -- | -- | -- | -- |
| Naturhouse C. Logroño       | 1  | 1  | 1  | 1  | 1  | 1  | 1  | 1  | 1  | 1  | 1  | 1  | 1  | 1  | 1  | 1  | 1  | 1  | 1  | 1  | 1  | 1  |
| Fígaro Peluqueros Haris     | 5  | 3  | 3  | 5  | 3  | 3  | 5  | 3  | 2  | 2  | 2  | 2  | 2  | 2  | 3  | 2  | 2  | 2  | 2  | 2  | 2  | 2  |
| Haro Rioja Vóley            | 3  | 2  | 4  | 2  | 4  | 4  | 3  | 4  | 3  | 3  | 3  | 3  | 3  | 3  | 2  | 3  | 5  | 4  | 3  | 3  | 3  | 3  |
| Feel Volley Alcobendas      | 7  | 9  | 11 | 7  | 5  | 7  | 7  | 6  | 5  | 5  | 5  | 5  | 5  | 5  | 5  | 5  | 3  | 5  | 5  | 4  | 4  | 4  |
| GH Leadernet Navarcable     | 2  | 4  | 5  | 3  | 2  | 2  | 2  | 2  | 4  | 4  | 4  | 4  | 4  | 4  | 4  | 4  | 4  | 3  | 4  | 5  | 5  | 5  |
| IBSA CV CCO 7 Palmas ACE GC | 9  | 8  | 9  | 8  | 6  | 5  | 4  | 5  | 6  | 6  | 6  | 6  | 6  | 6  | 6  | 6  | 6  | 6  | 6  | 6  | 6  | 6  |
| Avarca de Menorca           | 4  | 6  | 7  | 9  | 9  | 8  | 8  | 8  | 9  | 9  | 7  | 7  | 8  | 8  | 7  | 8  | 8  | 8  | 8  | 8  | 7  | 7  |
| CV Aguere                   | 11 | 5  | 2  | 4  | 7  | 6  | 6  | 7  | 7  | 7  | 8  | 8  | 7  | 7  | 8  | 7  | 7  | 7  | 7  | 7  | 8  | 8  |
| CVB Barça                   | 6  | 7  | 8  | 10 | 10 | 9  | 9  | 9  | 8  | 8  | 9  | 9  | 9  | 9  | 9  | 9  | 9  | 9  | 9  | 9  | 9  | 9  |
| V.P. Madrid                 | 8  | 10 | 6  | 6  | 8  | 10 | 10 | 10 | 10 | 10 | 10 | 10 | 10 | 10 | 10 | 11 | 11 | 10 | 10 | 10 | 10 | 10 |
| Extremadura Arroyo          | 10 | 11 | 10 | 11 | 11 | 11 | 11 | 11 | 11 | 11 | 11 | 11 | 11 | 11 | 11 | 10 | 10 | 11 | 11 | 11 | 11 | 11 |

## Play-off
Resultados de las eliminatorias.
|  | Semifinales | Semifinales                  | Semifinales | Semifinales             | Semifinales | Semifinales | Semifinales |                              |   | Final | Final | Final | Final | Final | Final | Final |  |
|  |             |                              |             |                         |             |             |             |                              |   |       |       |       |       |       |       |       |  |
|  |             |                              |             |                         |             |             |             |                              |   |       |       |       |       |       |       |       |  |
|  | 3           | Naturhouse Ciudad de Logroño | 3           | 3                       | 3           |             |             |                              |   |       |       |       |       |       |       |       |  |
|  | 3           | Naturhouse Ciudad de Logroño | 3           | 3                       | 3           |             |             |                              |   |       |       |       |       |       |       |       |  |
|  | 0           | Feel Volley Alcobendas       | 0           | 1                       | 0           |             |             |                              |   |       |       |       |       |       |       |       |  |
|  | 0           | Feel Volley Alcobendas       | 0           | 1                       | 0           |             | 3           | Naturhouse Ciudad de Logroño | 3 | 3     | 3     |       |       |       |       |       |  |
|  |             |                              |             |                         |             |             |             | Naturhouse Ciudad de Logroño | 3 | 3     | 3     |       |       |       |       |       |  |
|  |             |                              | 0           | Fígaro Peluqueros Haris | 0           | 2           | 1           |                              |   |       |       |       |       |       |       |       |  |
|  | 3           | Fígaro Peluqueros Haris      | 0           | Fígaro Peluqueros Haris | 0           | 2           | 1           | 3                            | 2 | 1     | 3     | 3     |       |       |       |       |  |
|  | 3           | Fígaro Peluqueros Haris      |             |                         |             |             |             | 3                            | 2 | 1     | 3     | 3     |       |       |       |       |  |
|  | 2           | Haro Rioja Vóley             | 2           | 3                       | 3           | 2           | 0           |                              |   |       |       |       |       |       |       |       |  |
|  | 2           | Haro Rioja Vóley             | 2           | 3                       | 3           | 2           | 0           |                              |   |       |       |       |       |       |       |       |  |
|  |             |                              |             |                         |             |             |             |                              |   |       |       |       |       |       |       |       |  |

| Campeón de Superliga 2015-16 |
| ---------------------------- |
| Naturhouse Ciudad de Logroño |

## Jugadoras

### MVP y siete ideal por jornada
Estas tablas muestran las jugadoras que cada jornada la RFEVB designa como jugadora más valiosa (MVP) y como miembro del siete ideal.

#### Fase regular
| Jugadora                      | Origen         | Club                         | MVP | 7 id. | 01 | 02 | 03 | 04 | 05 | 06 | 07 | 08 | 09 | 10 | 11 | 12 | 13 | 14 | 15 | 16 | 17 | 18 | 19 | 20 | 21 | 22 |
| ----------------------------- | -------------- | ---------------------------- | --- | ----- | -- | -- | -- | -- | -- | -- | -- | -- | -- | -- | -- | -- | -- | -- | -- | -- | -- | -- | -- | -- | -- | -- |
| Maira Westergaard             | Argentina      | Haro Rioja Vóley             | 2   | 6     | *  | *  |    | M  |    |    |    |    |    |    |    | M  | *  |    |    |    |    |    |    |    |    | *  |
| Rocío Gómez                   | España         | Haro Rioja Vóley             | 2   | 4     |    |    |    |    | M  |    |    |    |    |    |    |    |    |    |    |    |    | M  |    | *  |    | *  |
| M.Alejandra Álvarez del Burgo | España         | Feel Volley Alcobendas       | 2   | 3     |    |    |    |    |    |    |    |    | M  |    |    | *  |    |    |    |    |    |    |    |    |    | M  |
| Raquel Brun                   | España         | Avarca de Menorca            | 2   | 3     |    |    |    |    |    |    |    |    |    |    | M  |    |    |    | M  |    |    |    |    |    |    | *  |
| Esther Rodríguez              | España         | Feel Volley Alcobendas       | 1   | 7     |    |    |    |    |    |    |    | *  | *  |    |    | *  |    | M  | *  | *  |    |    | *  |    |    |    |
| Amparo Hopf                   | España         | V.P. Madrid                  | 1   | 4     |    |    | M  | *  |    |    |    |    |    | *  | *  |    |    |    |    |    |    |    |    |    |    |    |
| Jessica Soares                | Brasil         | Extremadura Arroyo           | 1   | 4     |    |    |    |    |    |    |    |    |    | *  |    |    |    |    |    |    |    |    |    | M  | *  | *  |
| Marta Fraile                  | España         | Fígaro Peluqueros Haris      | 1   | 4     |    | *  |    |    |    |    |    | *  |    | *  |    |    |    |    |    | M  |    |    |    |    |    |    |
| Nazaret Florián               | España         | V.P. Madrid                  | 1   | 4     |    |    | *  |    |    |    |    |    |    |    | *  |    |    |    |    |    |    | *  |    |    | M  |    |
| Silvia Bedmar                 | España         | GH Leadernet Navarcable      | 1   | 4     |    |    |    |    | *  |    | *  | M  |    |    |    |    |    |    |    |    | *  |    |    |    |    |    |
| Brankica Nikic                | Serbia         | GH Leadernet Navarcable      | 1   | 3     |    |    |    |    |    |    |    |    |    |    |    | *  |    |    |    |    | M  |    | *  |    |    |    |
| Helia González                | España         | Naturhouse Ciudad de Logroño | 1   | 3     |    |    |    |    |    |    |    |    |    | M  |    |    | *  |    |    | *  |    |    |    |    |    |    |
| Marina Saucedo                | España         | V.P. Madrid                  | 1   | 3     |    |    |    |    |    |    |    |    |    |    |    |    |    |    |    |    |    | *  | M  |    | *  |    |
| Nerea Sánchez                 | España         | CVB Barça                    | 1   | 3     |    | M  |    |    |    |    |    |    | *  | *  |    |    |    |    |    |    |    |    |    |    |    |    |
| Patricia Suárez               | España         | Fígaro Peluqueros Haris      | 1   | 3     | M  |    |    |    |    | *  |    |    |    |    |    |    |    |    |    | *  |    |    |    |    |    |    |
| Romina Lamas                  | España         | Aguere Tenerife              | 1   | 3     |    |    | *  |    |    |    |    |    |    |    |    |    | M  |    |    |    | *  |    |    |    |    |    |
| Noelia Sánchez                | España         | Fígaro Peluqueros Haris      | 1   | 2     |    |    |    |    |    | M  |    |    |    |    |    |    |    |    |    |    |    |    | *  |    |    |    |
| Krhystyna Pugacheva           | Ucrania        | Naturhouse Ciudad de Logroño | 1   | 1     |    |    |    |    |    |    | M  |    |    |    |    |    |    |    |    |    |    |    |    |    |    |    |
| Isabel Guerra                 | España         | GH Leadernet Navarcable      |     | 7     |    |    |    | *  |    | *  |    |    |    | *  | *  | *  |    |    |    |    | *  |    |    |    |    | *  |
| Camila Maldonado              | Argentina      | CVB Barça                    |     | 6     |    |    |    |    |    |    |    |    |    |    |    | *  | *  | *  | *  |    |    |    |    | *  | *  |    |
| Esther López                  | España         | Naturhouse Ciudad de Logroño |     | 6     |    |    | *  |    | *  |    |    | *  |    |    |    |    |    | *  | *  |    |    |    |    | *  |    |    |
| Daysa Delgado                 | España         | Fígaro Peluqueros Haris      |     | 4     |    | *  |    |    |    |    |    | *  | *  |    |    |    |    |    |    |    | *  |    |    |    |    |    |
| Fernanda Gritzbach            | Brasil         | Naturhouse Ciudad de Logroño |     | 4     |    |    | *  |    | *  |    | *  |    |    | *  |    |    |    |    |    |    |    |    |    |    |    |    |
| Patricia Llabrés              | España         | Haro Rioja Vóley             |     | 4     |    |    |    |    |    |    | *  |    | *  |    |    |    |    |    |    | *  |    |    | *  |    |    |    |
| Irene Cano                    | España         | Avarca de Menorca            |     | 3     |    |    |    |    |    |    |    |    |    |    |    |    |    |    |    |    | *  | *  |    |    |    | *  |
| Janine Sandell                | Reino Unido    | Fígaro Peluqueros Haris      |     | 3     |    |    |    |    |    |    |    |    |    |    |    |    |    |    |    |    | *  | *  |    | *  |    |    |
| Jessica Wagner                | Estados Unidos | Feel Volley Alcobendas       |     | 3     |    |    |    |    |    |    |    |    |    |    |    |    |    | *  |    | *  |    |    | *  |    |    |    |
| Kimika Rozier                 | Estados Unidos | IBSA CV CCO 7 Palmas ACE GC  |     | 3     |    |    |    | *  | *  |    |    |    |    |    |    |    |    |    |    |    |    | *  |    |    |    |    |
| Laura Naranjo                 | España         | Fígaro Peluqueros Haris      |     | 3     | *  |    |    |    |    |    |    |    |    |    |    |    |    |    |    |    |    | *  |    |    | *  |    |
| Tessa Ululau                  | Estados Unidos | Feel Volley Alcobendas       |     | 3     |    |    |    |    | *  | *  |    |    | *  |    |    |    |    |    |    |    |    |    |    |    |    |    |
| Ana Belén Pérez               | España         | Haro Rioja Vóley             |     | 2     | *  |    |    |    |    |    |    |    |    |    |    | *  |    |    |    |    |    |    |    |    |    |    |
| Belly-Bhella Nsunguimina      | España         | IBSA CV CCO 7 Palmas ACE GC  |     | 2     |    |    |    |    |    |    | *  |    |    |    |    |    |    |    |    |    |    |    |    | *  |    |    |
| Rosalía Alonso-Mañero         | España         | Avarca de Menorca            |     | 2     |    |    |    |    |    |    |    |    |    |    | *  |    |    |    | *  |    |    |    |    |    |    |    |
| Saray Manzano                 | España         | IBSA CV CCO 7 Palmas ACE GC  |     | 2     |    |    |    | *  |    |    |    |    |    |    |    |    |    |    |    |    |    |    |    |    | *  |    |
| Sokhna Gueye                  | Senegal        | Aguere Tenerife              |     | 2     |    | *  |    |    |    |    |    |    |    |    |    |    | *  |    |    |    |    |    |    |    |    |    |
| Therese McNatt                | Estados Unidos | Aguere Tenerife              |     | 2     |    |    |    |    |    |    |    |    |    |    |    |    |    | *  |    |    |    |    |    |    | *  |    |
| Yoraxi Meleán                 | España         | Naturhouse Ciudad de Logroño |     | 2     |    |    |    |    |    |    |    |    |    |    |    |    |    | *  | *  |    |    |    |    |    |    |    |
| Andrea de Aranzadi            | España         | Feel Volley Alcobendas       |     | 1     |    |    |    |    | *  |    |    |    |    |    |    |    |    |    |    |    |    |    |    |    |    |    |
| Andrea García Gonzalo         | España         | V.P. Madrid                  |     | 1     |    |    |    |    |    |    |    |    |    |    |    |    |    |    |    |    |    |    | *  |    |    |    |
| Anna Espadalé                 | España         | GH Leadernet Navarcable      |     | 1     |    |    |    |    |    | *  |    |    |    |    |    |    |    |    |    |    |    |    |    |    |    |    |
| Arkía El-Ammari               | España         | Aguere Tenerife              |     | 1     |    |    |    |    |    | *  |    |    |    |    |    |    |    |    |    |    |    |    |    |    |    |    |
| Beatriz Vázquez               | España         | Avarca de Menorca            |     | 1     |    |    |    |    |    |    |    |    | *  |    |    |    |    |    |    |    |    |    |    |    |    |    |
| Carlota García                | España         | Haro Rioja Vóley             |     | 1     |    |    |    |    |    |    |    |    |    |    |    |    |    |    |    | *  |    |    |    |    |    |    |
| Claudia Hernández             | España         | IBSA CV CCO 7 Palmas ACE GC  |     | 1     |    |    |    |    |    |    |    |    |    |    |    |    | *  |    |    |    |    |    |    |    |    |    |
| Daniela Ospina                | Colombia       | V.P. Madrid                  |     | 1     |    | *  |    |    |    |    |    |    |    |    |    |    |    |    |    |    |    |    |    |    |    |    |
| Danira Costa                  | España         | Haro Rioja Vóley             |     | 1     |    |    |    |    |    |    |    |    |    |    |    |    |    |    |    |    |    |    |    | *  |    |    |
| Diana Sánchez                 | España         | GH Leadernet Navarcable      |     | 1     |    |    | *  |    |    |    |    |    |    |    |    |    |    |    |    |    |    |    |    |    |    |    |
| Flavia Dias de Lima           | Brasil         | Fígaro Peluqueros Haris      |     | 1     | *  |    |    |    |    |    |    |    |    |    |    |    |    |    |    |    |    |    |    |    |    |    |
| Iva Pejkovic                  | Serbia         | Naturhouse Ciudad de Logroño |     | 1     |    |    | *  |    |    |    |    |    |    |    |    |    |    |    |    |    |    |    |    |    |    |    |
| Laura Monzón                  | España         | V.P. Madrid                  |     | 1     |    |    |    | *  |    |    |    |    |    |    |    |    |    |    |    |    |    |    |    |    |    |    |
| Leticia Rodríguez             | España         | IBSA CV CCO 7 Palmas ACE GC  |     | 1     |    |    |    |    |    |    | *  |    |    |    |    |    |    |    |    |    |    |    |    |    |    |    |
| Maguette Mbow                 | Senegal        | Extremadura Arroyo           |     | 1     |    |    |    |    |    |    |    | *  |    |    |    |    |    |    |    |    |    |    |    |    |    |    |
| Mame Diouf                    | España         | Aguere Tenerife              |     | 1     |    |    |    |    |    |    | *  |    |    |    |    |    |    |    |    |    |    |    |    |    |    |    |
| María Figueroa                | España         | Haro Rioja Vóley             |     | 1     |    |    |    |    |    |    |    |    |    |    | *  |    |    |    |    |    |    |    |    |    |    |    |
| María Larrakoetxea            | España         | Avarca de Menorca            |     | 1     | *  |    |    |    |    |    |    |    |    |    |    |    |    |    |    |    |    |    |    |    |    |    |
| María Schlegel                | España         | Haro Rioja Vóley             |     | 1     |    |    |    |    |    |    |    | *  |    |    |    |    |    |    |    |    |    |    |    |    |    |    |
| Mariana C. de Souza           | Brasil         | Aguere Tenerife              |     | 1     |    |    |    |    |    |    |    |    |    |    |    |    | *  |    |    |    |    |    |    |    |    |    |
| Marina Deinega                | Ucrania        | Aguere Tenerife              |     | 1     |    |    |    |    |    |    |    |    |    |    |    |    |    |    | *  |    |    |    |    |    |    |    |
| Mireia Carmona                | España         | CVB Barça                    |     | 1     |    |    |    |    |    | *  |    |    |    |    |    |    |    |    |    |    |    |    |    |    |    |    |
| Nira Pérez                    | España         | Aguere Tenerife              |     | 1     |    | *  |    |    |    |    |    |    |    |    |    |    |    |    |    |    |    |    |    |    |    |    |
| Sara Esteban                  | España         | Avarca de Menorca            |     | 1     |    |    |    |    |    |    |    |    |    |    |    |    |    | *  |    |    |    |    |    |    |    |    |
| Silvia Araco                  | España         | GH Leadernet Navarcable      |     | 1     |    |    |    | *  |    |    |    |    |    |    |    |    |    |    |    |    |    |    |    |    |    |    |
| Sofía Muller                  | España         | CVB Barça                    |     | 1     | *  |    |    |    |    |    |    |    |    |    |    |    |    |    |    |    |    |    |    |    |    |    |
| Tatiana Becares               | España         | IBSA CV CCO 7 Palmas ACE GC  |     | 1     |    |    |    |    |    |    |    |    |    |    | *  |    |    |    |    |    |    |    |    |    |    |    |

#### MVP y 7 ideal de las jornadas de play-off
| Jugadora            | Origen         | Club                         | Posición   | MVP | 7 id. | 01 | 02 | 03 | 04 | 05 | 01 | 02 | 03 |
| ------------------- | -------------- | ---------------------------- | ---------- | --- | ----- | -- | -- | -- | -- | -- | -- | -- | -- |
| Helia González      | España         | Naturhouse Ciudad de Logroño | Receptora  | 2   | 2     |    |    |    |    |    |    | M  | M  |
| Rocío Gómez         | España         | Haro Rioja Vóley             | Receptora  | 1   | 2     |    | M  |    | *  |    |    |    |    |
| Marta Fraile        | España         | Fígaro Peluqueros Haris      | Colocadora | 1   | 1     |    |    |    | M  |    |    |    |    |
| Janine Sandell      | Reino Unido    | Fígaro Peluqueros Haris      | Receptora  |     | 4     |    | *  |    | *  |    |    | *  | *  |
| Fernanda Gritzbach  | Brasil         | Naturhouse Ciudad de Logroño | Central    |     | 3     |    |    |    | *  |    |    | *  | *  |
| Esther López        | España         | Naturhouse Ciudad de Logroño | Líbero     |     | 2     |    | *  |    |    |    |    |    | *  |
| Laura Naranjo       | España         | Fígaro Peluqueros Haris      | Líbero     |     | 2     |    |    |    | *  |    |    | *  |    |
| Maira Westergaard   | Argentina      | Haro Rioja Vóley             | Opuesta    |     | 2     |    | *  |    | *  |    |    |    |    |
| Yoraxi Melean       | España         | Naturhouse Ciudad de Logroño | Colocadora |     | 2     |    |    |    |    |    |    | *  | *  |
| Carlota García      | España         | Haro Rioja Vóley             | Central    |     | 1     |    | *  |    |    |    |    |    |    |
| Danira Costa        | España         | Haro Rioja Vóley             | Colocadora |     | 1     |    | *  |    |    |    |    |    |    |
| Elisangela Pereira  | Brasil         | Naturhouse Ciudad de Logroño | Opuesta    |     | 1     |    |    |    |    |    |    | *  |    |
| Flavia Dias de Lima | Brasil         | Fígaro Peluqueros Haris      | Central    |     | 1     |    |    |    | *  |    |    |    |    |
| Iva Pejkovic        | Serbia         | Naturhouse Ciudad de Logroño | Central    |     | 1     |    |    |    |    |    |    |    | *  |
| María Schlegel      | España         | Haro Rioja Vóley             | Central    |     | 1     |    | *  |    |    |    |    |    |    |
| Patricia Suárez     | España         | Fígaro Peluqueros Haris      | Opuesta    |     | 1     |    |    |    |    |    |    |    | *  |
| Taylor Pippen       | Estados Unidos | Fígaro Peluqueros Haris      | Central    |     | 1     |    |    |    |    |    |    | *  |    |

### MVP y 7 ideal de la temporada
Esta tabla muestra las jugadoras que al final de la temporada la RFEVB designa como jugadora más valiosa (MVP) y como miembro del siete ideal.
| Jugadora                      | Origen | Club                         | Posición   |
| ----------------------------- | ------ | ---------------------------- | ---------- |
| M.Alejandra Álvarez del Burgo | España | Feel Volley Alcobendas       | Colocadora |
| Helia González                | España | Naturhouse Ciudad de Logroño | Receptora  |
| Daysa Delgado                 | España | Fígaro Peluqueros Haris      | Central    |
| Brankica Nikic                | Serbia | GH Leadernet Navarcable      | Opuesta    |
| Rocío Gómez                   | España | Haro Rioja Vóley             | Receptora  |
| Fernanda Gritzbach            | Brasil | Naturhouse Ciudad de Logroño | Central    |
| Laura Naranjo                 | España | Fígaro Peluqueros Haris      | Líbero     |
|                               |        |                              |            |
| Guillermo Falasca             | España | Feel Volley Alcobendas       | Entrenador |

### Mejores anotadoras
En esta sección aparecen las 10 jugadoras con mejor promedio de puntos por set disputado, según las estadísticas de los partidos publicadas por la RFEVB. Para ello es preciso que la jugadora haya disputado al menos dos sets por partido.

#### Fase regular
| Jugadora          | Origen         | Club                    | Pts. | Sets | P.P.S. | 01 | 02 | 03 | 04 | 05 | 06 | 07 | 08 | 09 | 10 | 11 | 12 | 13 | 14 | 15 | 16 | 17 | 18 | 19 | 20 | 21 | 22 |
| ----------------- | -------------- | ----------------------- | ---- | ---- | ------ | -- | -- | -- | -- | -- | -- | -- | -- | -- | -- | -- | -- | -- | -- | -- | -- | -- | -- | -- | -- | -- | -- |
| Helia González    | España         | Naturhouse C. Logroño   | 202  | 46   | 4,391  |    |    |    | 11 | 6  | 12 |    |    | 6  | 22 |    | 17 | 19 | 16 | 13 | 14 | 13 | 11 | 12 | 14 | 16 |    |
| Rocío Gómez       | España         | Haro Rioja Vóley        | 301  | 71   | 4,239  | 17 |    | 14 | 16 | 26 |    | 8  | 11 | 10 | 8  | 19 | 8  | 16 | 13 | 23 | 22 |    | 29 | 15 | 21 | 7  | 18 |
| Esther Rodríguez  | España         | Feel Volley Alcobendas  | 315  | 76   | 4,145  | 14 | 16 | 15 | 15 | 14 | 14 | 14 | 17 | 15 |    | 19 | 16 | 10 | 20 | 33 | 18 | 13 | 7  | 19 | 13 |    | 13 |
| Raquel Brun       | España         | Avarca de Menorca       | 293  | 72   | 4,069  | 19 | 13 |    | 7  |    | 14 | 10 | 8  | 21 | 21 | 27 | 11 | 14 | 18 | 24 |    | 15 | 12 | 13 | 10 | 17 | 19 |
| Nerea Sánchez     | España         | CVB Barça               | 311  | 78   | 3,987  | 18 | 31 | 19 | 14 | 19 | 20 | 24 |    | 25 | 29 | 14 | 3  | 9  | 14 | 17 | 8  | 9  | 7  |    | 13 | 12 | 6  |
| Brankica Nikic    | Serbia         | GH Leadernet Navarcable | 264  | 68   | 3,882  | 9  |    | 20 | 13 | 11 | 21 | 14 | 12 | 16 | 18 | 8  | 17 |    | 10 | 14 | 20 | 22 | 12 | 25 | 2  |    |    |
| Maira Westergaard | Argentina      | Haro Rioja Vóley        | 289  | 75   | 3,853  | 20 | 21 | 13 | 19 | 13 |    | 14 | 12 | 8  | 4  | 15 | 18 | 15 | 12 | 21 | 14 |    | 15 | 14 | 12 | 10 | 19 |
| Amparo Hopf       | España         | V.P. Madrid             | 261  | 68   | 3,838  | 22 | 16 | 24 | 22 | 7  | 8  | 17 | 15 |    | 18 | 22 |    | 4  | 8  | 18 | 16 | 5  | 11 | 15 |    | 13 |    |
| Jessica Soares    | Brasil         | Extremadura Arroyo      | 282  | 77   | 3,662  | 11 | 19 | 18 |    | 5  | 11 | 13 | 8  | 17 | 22 | 19 | 7  | 15 | 5  |    | 12 | 6  | 16 | 17 | 20 | 20 | 21 |
| Therese McNatt    | Estados Unidos | Aguere Tenerife         | 152  | 43   | 3,535  |    |    |    |    |    |    |    |    |    |    |    |    | 13 | 19 | 15 | 16 | 20 | 16 | 12 | 13 | 18 | 10 |

#### Play-off
| Jugador            | Origen         | Club                    | Pts. | Sets | P.P.S. | 01 | 02 | 03 | 04 | 05 | 01 | 02 | 03 |
| ------------------ | -------------- | ----------------------- | ---- | ---- | ------ | -- | -- | -- | -- | -- | -- | -- | -- |
| Rocío Gómez        | España         | Haro Rioja Vóley        | 98   | 22   | 4,455  | 17 | 31 | 17 | 18 | 15 |    |    |    |
| Helia González     | España         | Naturhouse C. Logroño   | 93   | 22   | 4,227  | 15 | 12 | 7  |    |    | 11 | 29 | 19 |
| Janine Sabdell     | Reino Unido    | Fígaro Peluqueros Haris | 133  | 34   | 3,912  | 27 | 9  | 20 | 16 | 9  | 13 | 27 | 12 |
| Elisangela Pereira | Brasil         | Naturhouse C. Logroño   | 86   | 22   | 3,909  | 7  | 20 | 15 |    |    | 13 | 13 | 18 |
| Maira Westergaard  | Argentina      | Haro Rioja Vóley        | 86   | 22   | 3,909  | 21 | 14 | 23 | 18 | 10 |    |    |    |
| Ana Muller         | España         | Feel Volley Alcobendas  | 39   | 10   | 3,900  | 11 | 12 | 16 |    |    |    |    |    |
| Jessica Wagner     | Estados Unidos | Feel Volley Alcobendas  | 29   | 10   | 2,900  | 7  | 15 | 7  |    |    |    |    |    |
| Fernanda Gritzbach | Brasil         | Naturhouse C. Logroño   | 63   | 22   | 2,864  | 6  | 10 | 15 |    |    | 11 | 10 | 11 |
| María Schlegel     | España         | Haro Rioja Vóley        | 63   | 22   | 2,864  | 19 | 5  | 12 | 19 | 8  |    |    |    |
| Sofía Elizaga      | España         | Feel Volley Alcobendas  | 28   | 10   | 2,800  | 7  | 12 | 9  |    |    |    |    |    |

Pts = Puntos; Sets = Sets disputados con su equipo; P.P.S. = Puntos por set.